# Hymenelia carnosula
Hymenelia carnosula är en lavart som först beskrevs av Arnold, och fick sitt nu gällande namn av Lutzoni. Hymenelia carnosula ingår i släktet Hymenelia, och familjen Hymeneliaceae. Arten är reproducerande i Sverige.